# Waldemar Preiss (1908–1973)
Waldemar Preiss (ur. 11 grudnia 1908 w Łodzi, zm. 11 grudnia 1973 w Bydgoszczy) – polski duchowny luterański, długoletni proboszcz parafii ewangelicko-augsburskiej w Bydgoszczy, senior diecezji wrocławskiej Kościoła Ewangelicko-Augsburskiego, redaktor, więzień KL Dachau.

## Życiorys

### Młodość i wykształcenie
Urodził się w rodzinie rzemieślniczej, był synem Adolfa Preissa i Pauliny z d. Thoma. Po nauce w łódzkim Gimnazjum Humanistycznym B. Brauna, studiował na Wydziale Teologii Ewangelickiej Uniwersytetu Warszawskiego, a także jakiś czas równolegle polonistykę i germanistykę. Przez 3 lata był prezesem Korporacji Akademickiej Icaria.

### Działalność w II Rzeczypospolitej
Został ordynowany na duchownego 8 marca 1931 r. w Warszawie. Po ordynacji przez rok był wikariuszem w parafii Św. Trójcy w Warszawie. 15 marca 1932 r. został mianowany administratorem parafii bydgoskiej, z którą pozostał związany 41 lat, do końca życia. W pierwszych latach urzędowania objął również administrację zborów w Grudziądzu (z przerwą w latach 1933–1935, gdy funkcję tę sprawował na miejscu ks. Ryszard Danielczyk) i w Toruniu. Mimo młodego wieku, w szybkim tempie przyczynił się do ożywienia życia religijnego, rozwoju pracy młodzieżowej i uporządkowania finansów parafii. Od 1 lutego 1935 r. do września 1939 r. był redaktorem bydgoskiego „Przeglądu Ewangelickiego”, który z regionalnego dwutygodnika kościelnego stał się obszernym tygodnikiem społeczno-religijnym o zasięgu ogólnopolskim. 21 lutego 1937 r. ks. Waldemar Preiss został wybrany proboszczem Polskiej Parafii Ewangelicko-Augsburskiej w Bydgoszczy, jednocześnie kończąc administrację Grudziądza i Torunia, które przejął ks. Ryszard Trenkler, dotychczasowy wikariusz bydgoski od 1936 r. 2 maja 1937 ks. Preiss wygłosił obszerny referat na III Zjeździe Związku Towarzystw Polskiej Młodzieży Ewangelickiej w Katowicach, następnie wydany drukiem (Polska młodzież ewangelicka w pracy dla narodu i państwa, Bydgoszcz 1937). Wprowadzenia w urząd proboszcza bydgoskiego dokonał bp Juliusz Bursche 31 października 1937 r. Ks. Preiss i parafia podejmowali szereg inicjatyw utrzymanych w  duchu polskiego patriotyzmu, od nabożeństw okolicznościowych i akademii po zbiórki pieniężne na cele państwowe.

### Losy okupacyjne
Zaraz po zajęciu Bydgoszczy przez hitlerowców ks. Preiss został aresztowany 5 września 1939 r. i do końca wojny pozostawał więźniem i ofiarą pseudomedycznych eksperymentów w niemieckich obozach koncentracyjnych Stutthof, Sachsenhausen i Dachau.

### Działalność powojenna
Do Bydgoszczy powrócił 1 października 1945 r. i ponownie stanął na czele parafii. Dzięki temu parafia uzyskała kościół Zbawiciela przy ul. Warszawskiej i plebanię przy Wałach Jagiellońskich oraz 2 cmentarze. W związku z powojennym niedostatkiem duchownych, 1 marca 1947 r. został mianowany delegatem  Konsystorza na Dolny Śląsk, gdzie pełnił obowiązki seniora diecezji wrocławskiej i administratora 10 parafii, z siedzibą we Wrocławiu. W Bydgoszczy zastępował go ks. senior Trenkler z Torunia i wikariusze - studenci starszych lat teologii. W 1950 r. został członkiem Synodu, a w 1952 r. powrócił na stałe do Bydgoszczy. W latach 1952–1954 był redaktorem „Strażnicy Ewangelicznej”, doprowadził również do wydania kilku religijnych pozycji książkowych. W 1962 r. zorganizował filiał w Sępólnie Krajeńskim. Był inicjatorem powołania Wojewódzkiego Oddziału Polskiej Rady Ekumenicznej w maju 1969 r. Swą wieloletnią pracą, wysokim poziomem kazań, religijną i patriotyczną postawą ks. Preiss zdobył szacunek wykraczający poza granice parafii.

## Życie prywatne
Od 1933 był żonaty z Janiną z d. Linde (1910-1998), siostrzenicą ks. bpa Juliusza Burschego, mieli czworo dzieci. Syn, Waldemar (ur. 1936, ordynowany 1959), również duchowny, był wikariuszem parafii w Toruniu, administratorem parafii w Płocku i wieloletnim wykładowcą Chrześcijańskiej Akademii Teologicznej w Warszawie.
Został pochowany na cmentarzu parafialnym przy ul. Zaświat. 15 grudnia 1974 r. w kościele Zbawiciela wmurowano tablicę pamiątkową naprzeciw ambony.